# Mutmalspitze
De Mutmalspitze is een 3522 meter (volgens andere bronnen 3528 meter) hoge berg in de Ötztaler Alpen in het Oostenrijkse Tirol.
De berg ligt in het district Imst, iets ten noorden van de grens met Italië. De berg is relatief onbekend in vergelijking met zijn zuiderburen, de Similaun en de Hintere Schwärze.
De top wordt meestal beklommen vanuit het Ötztal. Vanuit Vent voert een tweeënhalf uur durende tocht naar de op 2501 meter hoogte gelegen Martin-Busch-Hütte. De normale beklimming van de top van de Mutmalspitze voert in drie tot vier uur vanaf deze hut over de Marzellferner naar de top. De beklimming via de noordflank, die vanaf de Martin-Busch-Hütte ongeveer vier tot vijf uur in beslag neemt, is lastiger.